# Popis prefektura u Francuskoj
Prefekture su uvijek u glavnim mjestima departmana, s malom iznimkom u departmanu Val-d'Oise.
- 01 - Ain - Bourg-en-Bresse
- 02 - Aisne - Laon
- 03 - Allier - Moulins
- 04 - Alpes-de-Haute-Provence - Digne-les-Bains
- 05 - Hautes-Alpes - Gap
- 06 - Alpes-Maritimes - Nice
- 07 - Ardèche - Privas
- 08 - Ardennes - Charleville-Mézières
- 09 - Ariège - Foix
- 10 - Aube - Troyes
- 11 - Aude - Carcassonne
- 12 - Aveyron - Rodez
- 13 - Bouches-du-Rhône - Marseille
- 14 - Calvados - Caen
- 15 - Cantal - Aurillac
- 16 - Charente - Angoulême
- 17 - Charente-Maritime - La Rochelle
- 18 - Cher - Bourges
- 19 - Corrèze - Tulle
- 2A - Corse-du-Sud - Ajaccio
- 2B - Haute-Corse - Bastia
- 21 - Côte-d'Or - Dijon
- 22 - Côtes-d'Armor - Saint-Brieuc
- 23 - Creuse - Guéret
- 24 - Dordogne - Périgueux
- 25 - Doubs - Besançon
- 26 - Drôme - Valence
- 27 - Eure - Évreux
- 28 - Eure-et-Loir - Chartres
- 29 - Finistère - Quimper
- 30 - Gard - Nîmes
- 31 - Haute-Garonne - Toulouse
- 32 - Gers - Auch
- 33 - Gironde - Bordeaux
- 34 - Hérault - Montpellier
- 35 - Ille-et-Vilaine - Rennes
- 36 - Indre - Châteauroux
- 37 - Indre-et-Loire - Tours
- 38 - Isère - Grenoble
- 39 - Jura - Lons-le-Saunier
- 40 - Landes - Mont-de-Marsan
- 41 - Loir-et-Cher - Blois
- 42 - Loire - Saint-Étienne
- 43 - Haute-Loire - Le Puy-en-Velay
- 44 - Loire-Atlantique - Nantes
- 45 - Loiret - Orléans
- 46 - Lot - Cahors
- 47 - Lot-et-Garonne - Agen
- 48 - Lozère - Mende
- 49 - Maine-et-Loire - Angers
- 50 - Manche - Saint-Lô
- 51 - Marne - Châlons-en-Champagne
- 52 - Haute-Marne - Chaumont
- 53 - Mayenne - Laval
- 54 - Meurthe-et-Moselle - Nancy
- 55 - Meuse - Bar-le-Duc
- 56 - Morbihan - Vannes
- 57 - Moselle - Metz
- 58 - Nièvre - Nevers
- 59 - Nord - Lille
- 60 - Oise - Beauvais
- 61 - Orne - Alençon
- 62 - Pas-de-Calais - Arras
- 63 - Puy-de-Dôme - Clermont-Ferrand
- 64 - Pyrénées-Atlantiques - Pau
- 65 - Hautes-Pyrénées - Tarbes
- 66 - Pyrénées-Orientales - Perpignan
- 67 - Bas-Rhin - Strasbourg
- 68 - Haut-Rhin - Colmar
- 69 - Rhône - Lyon
- 70 - Haute-Saône - Vesoul
- 71 - Saône-et-Loire - Mâcon
- 72 - Sarthe - Le Mans
- 73 - Savoie - Chambéry
- 74 - Haute-Savoie - Annecy
- 75 - Pariz - Pariz
- 76 - Seine-Maritime - Rouen
- 77 - Seine-et-Marne - Melun
- 78 - Yvelines - Versailles
- 79 - Deux-Sèvres - Niort
- 80 - Somme - Amiens
- 81 - Tarn - Albi
- 82 - Tarn-et-Garonne - Montauban
- 83 - Var - Toulon, ranije Draguignan
- 84 - Vaucluse - Avignon
- 85 - Vendée - La Roche-sur-Yon
- 86 - Vienne - Poitiers
- 87 - Haute-Vienne - Limoges
- 88 - Vosges - Épinal
- 89 - Yonne - Auxerre
- 90 - Territoire - de - Belfort - Belfort
- 91 - Essonne - Evry
- 92 - Hauts-de-Seine - Nanterre
- 93 - Seine-Saint-Denis - Bobigny
- 94 - Val-de-Marne - Créteil
- 95 - Val-d'Oise - Glavno mjesto ovog departmana je Pontoise, dok se prefektura nalazi u mjestu Cergy.

## Prekomorski departmani
- 971 - Guadeloupe - Basse-Terre
- 972 - Martinique - Fort-de-France
- 973 - Guyane - Cayenne
- 974 - Réunion - Saint-Denis

|  | Portal Francuske – Pristup člancima s tematikom o Francuskoj. |